# Krauchenwies
Krauchenwies là một thị xã nằm ở huyện Sigmaringen, thuộc bang Baden-Württemberg, Đức.

## Thị trưởng
Năm 1999, Jochen Spieß được bầu làm thị trưởng Krauchenwies. Ông đã được bầu lại vào năm 2007 và 2015.
- 1963–1999: Heinz Schöllhammer (CDU)
- Từ năm 1999: Jochen Spieß (CDU)